# Saturatie (economie)
Saturatie is een economische term voor de verzadiging van een markt. In de levenscyclus van een markt wordt initiële exponentiële groei na verloop van tijd gevolgd door afnemende groei, gevolgd door saturatie. Deze fase van verzadiging wordt vaak gekenmerkt door consolidatie van de sector.